# 廣東米蝦
廣東米蝦（學名：Caridina cantonensis）是米蝦屬的一種蝦，為中國特有物種。它是一種濾食動物，也以海藻及其他植物碎屑爲食。生命週期為18個月。
廣東米蝦是一種觀賞蝦，但它對水質和pH值要求都比較高，因而飼養困難。它有紅、藍、黑、金等多種體色。

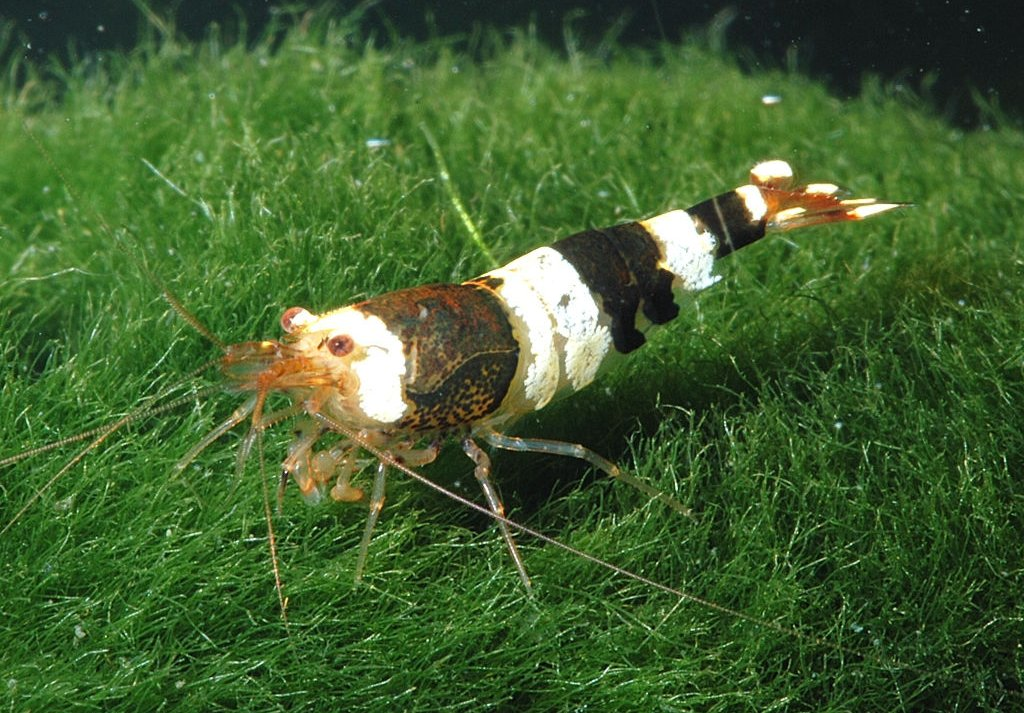
黑色廣東米蝦，帶條紋
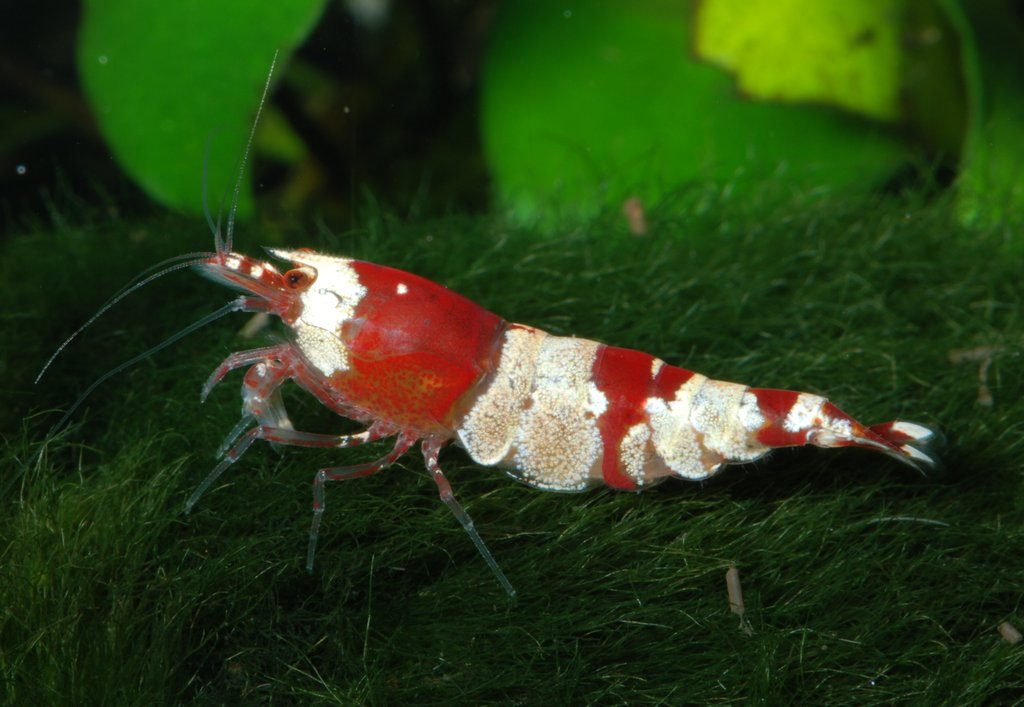
紅色廣東米蝦
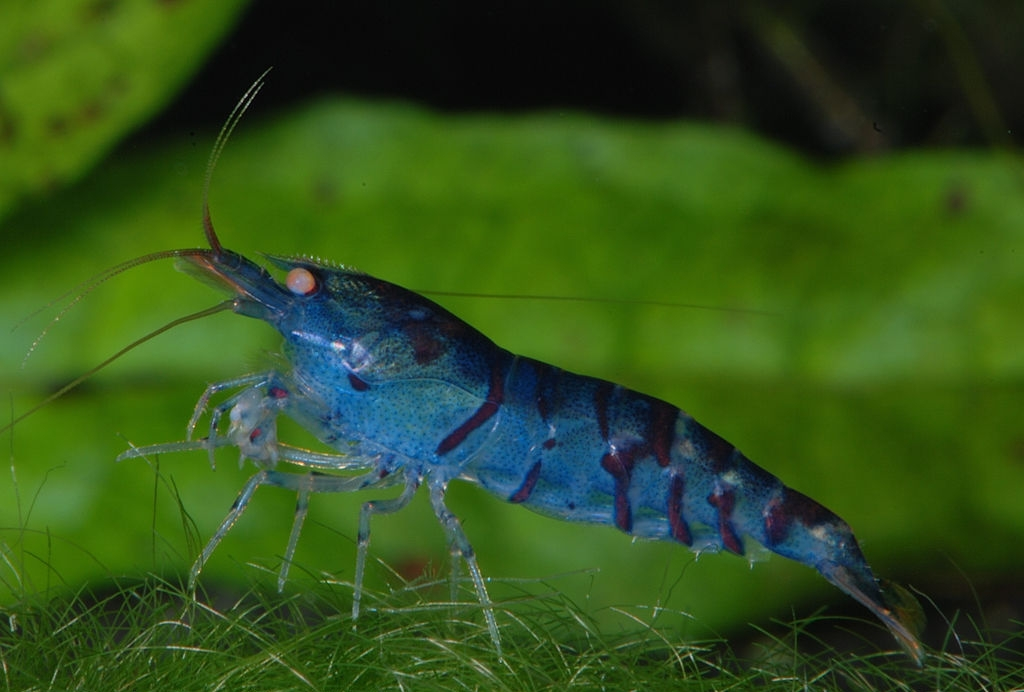
藍色廣東米蝦
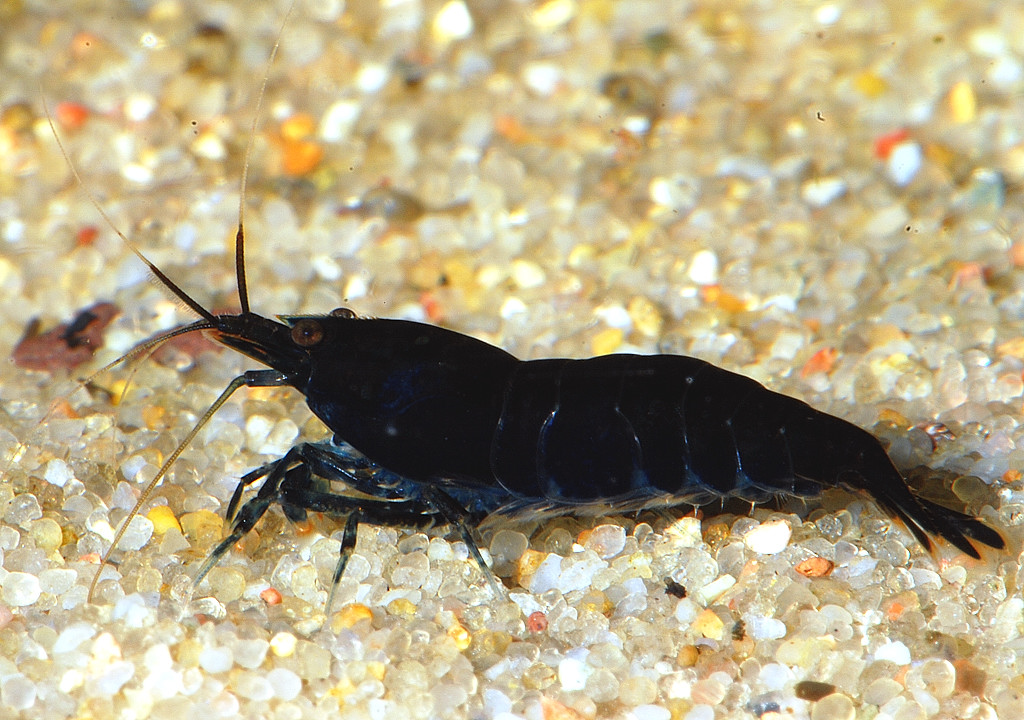
黑色廣東米蝦
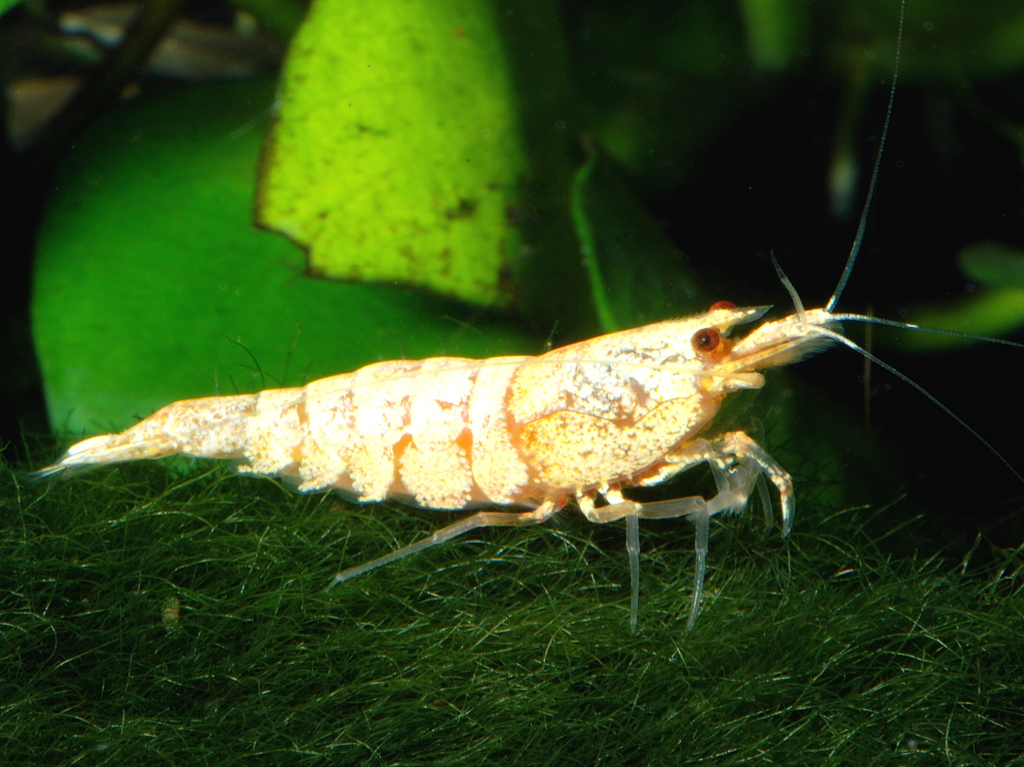
白色廣東米蝦

## 外部連結
- De Grave, S., Klotz, W. & Cai, X. 2013. Caridina cantonensis. （页面存档备份，存于） The IUCN Red List of Threatened Species 2013. Downloaded on 14 June 2016.